# Communauté de communes Lubersac-Auvézère
Die Communauté de communes Lubersac-Auvézère ist ein ehemaliger französischer Gemeindeverband mit der Rechtsform einer Communauté de communes im Département Corrèze in der Region Nouvelle-Aquitaine. Sie wurde im Jahre 2002 gegründet und umfasste sechs Gemeinden. Der Verwaltungssitz befand sich im Ort Lubersac.

## Historische Entwicklung
Mit Wirkung vom 1. Januar 2017 fusionierte der Gemeindeverband mit der Communauté de communes du Pays de Pompadour und bildete so die Nachfolgeorganisation Communauté de communes du Pays de Lubersac-Pompadour.

## Ehemalige Mitgliedsgemeinden
1. Benayes
2. Lubersac
3. Montgibaud
4. Saint-Julien-le-Vendômois
5. Saint-Martin-Sepert
6. Saint-Pardoux-Corbier